# Giro di Polonia 2014
Il Giro di Polonia 2014, settantunesima edizione della corsa, valida come ventesima prova del UCI World Tour 2014, si svolse in sette tappe dal 3 al 9 agosto 2014 per un percorso totale di 1 253 km. La corsa partì da Danzica e si concluse a Cracovia con la vittoria del polacco Rafał Majka in 30h16'18".

## Tappe
| Tappa  | Data     | Percorso                                  | km    | Vincitore di tappa  | Leader cl. generale |
| ------ | -------- | ----------------------------------------- | ----- | ------------------- | ------------------- |
| 1ª     | 3 agosto | Danzica > Bydgoszcz                       | 226   | Jaŭhen Hutarovič    | Jaŭhen Hutarovič    |
| 2ª     | 4 agosto | Toruń > Varsavia                          | 226   | Petr Vakoč          | Petr Vakoč          |
| 3ª     | 5 agosto | Kielce > Rzeszów                          | 180   | Theo Bos            | Petr Vakoč          |
| 4ª     | 6 agosto | Tarnów > Katowice                         | 236   | Jonas Van Genechten | Petr Vakoč          |
| 5ª     | 7 agosto | Zakopane > Štrbské Pleso (Slovacchia)     | 178   | Rafał Majka         | Petr Vakoč          |
| 6ª     | 8 agosto | Bukowina Tatrzańska > Bukowina Tatrzańska | 174   | Rafał Majka         | Rafał Majka         |
| 7ª     | 9 agosto | Cracovia > Cracovia                       | 25    | Kristof Vandewalle  | Rafał Majka         |
| Totale | Totale   | Totale                                    | 1 253 |                     |                     |

## Squadre partecipanti
Prendono parte alla corsa ventuno formazioni: le diciotto squadre partecipanti al World Tour 2014, due squadre invitate e la nazionale della Polonia.
| N.      | Cod. | Squadra                |
| ------- | ---- | ---------------------- |
| 1-8     | OGE  | Orica-GreenEDGE        |
| 11-18   | OPQ  | Omega Pharma-Quickstep |
| 21-28   | TCS  | Tinkoff-Saxo           |
| 31-38   | SKY  | Team Sky               |
| 41-48   | AST  | Astana Pro Team        |
| 51-58   | GRS  | Garmin-Sharp           |
| 61-68   | LAM  | Lampre-Merida          |
| 71-78   | BMC  | BMC Racing Team        |
| 81-88   | TFR  | Trek Factory Racing    |
| 91-98   | CAN  | Cannondale             |
| 101-108 | KAT  | Katusha Team           |

| N.      | Cod. | Squadra                 |
| ------- | ---- | ----------------------- |
| 111-118 | BEL  | Belkin Pro Cycling Team |
| 121-128 | MOV  | Movistar Team           |
| 131-138 | GIA  | Team Giant-Shimano      |
| 141-148 | LTB  | Lotto-Belisol           |
| 151-158 | ALM  | AG2R La Mondiale        |
| 161-168 | FDJ  | FDJ.fr                  |
| 171-178 | EUC  | Team Europcar           |
| 181-188 | POL  | Polonia                 |
| 191-198 | CCC  | CCC-Polsat Polkowice    |
| 201-208 | RVL  | RusVelo                 |

## Dettagli delle tappe

### 1ª tappa
- 3 agosto: Danzica > Bydgoszcz – 226 km

Risultati
| Pos. | Corridore        | Squadra       | Tempo    |
| ---- | ---------------- | ------------- | -------- |
| 1    | Jaŭhen Hutarovič | AG2R La Mond. | 5h47'50" |
| 2    | Roman Majkin     | RusVelo       | s.t.     |
| 3    | Manuele Mori     | Lampre-Merida | s.t.     |

| Pos. | Corridore        | Squadra       | Tempo    |
| ---- | ---------------- | ------------- | -------- |
| 1    | Jaŭhen Hutarovič | AG2R La Mond. | 5h47'40" |
| 2    | Roman Majkin     | RusVelo       | a 4"     |
| 3    | Manuele Mori     | Lampre-Merida | a 6"     |

### 2ª tappa
- 4 agosto: Toruń > Varsavia – 226 km

Risultati
| Pos. | Corridore        | Squadra       | Tempo    |
| ---- | ---------------- | ------------- | -------- |
| 1    | Petr Vakoč       | Omega Pharma  | 5h23'54" |
| 2    | Michael Matthews | Orica-GreenE. | a 21"    |
| 3    | Boris Vallée     | Lotto-Belisol | s.t.     |

| Pos. | Corridore        | Squadra       | Tempo     |
| ---- | ---------------- | ------------- | --------- |
| 1    | Petr Vakoč       | Omega Pharma  | 11h11'28" |
| 2    | Jaŭhen Hutarovič | AG2R La Mond. | a 27"     |
| 3    | Roman Majkin     | RusVelo       | a 31"     |

### 3ª tappa
- 5 agosto: Kielce > Rzeszów – 174 km

Risultati
| Pos. | Corridore        | Squadra       | Tempo    |
| ---- | ---------------- | ------------- | -------- |
| 1    | Theo Bos         | Belkin        | 3h39'27" |
| 2    | Luka Mezgec      | Giant-Shimano | s.t.     |
| 3    | Michael Matthews | Orica-GreenE. | s.t.     |

| Pos. | Corridore        | Squadra       | Tempo     |
| ---- | ---------------- | ------------- | --------- |
| 1    | Petr Vakoč       | Omega Pharma  | 14h50'55" |
| 2    | Jaŭhen Hutarovič | AG2R La Mond. | a 27"     |
| 3    | Theo Bos         | Belkin        | s.t.      |

### 4ª tappa
- 6 agosto: Tarnów > Katowice – 236 km

Risultati
| Pos. | Corridore           | Squadra       | Tempo    |
| ---- | ------------------- | ------------- | -------- |
| 1    | Jonas Van Genechten | Lotto-Belisol | 3h39'27" |
| 2    | Jacopo Guarnieri    | Astana        | s.t.     |
| 3    | Luka Mezgec         | Giant-Shimano | s.t.     |

| Pos. | Corridore        | Squadra       | Tempo     |
| ---- | ---------------- | ------------- | --------- |
| 1    | Petr Vakoč       | Omega Pharma  | 20h34'24" |
| 2    | Matthias Krizek  | Cannondale    | a 26"     |
| 3    | Jaŭhen Hutarovič | AG2R La Mond. | a 27"     |

### 5ª tappa
- 7 agosto: Zakopane > Štrbské Pleso (Slovacchia) – 190 km

Risultati
| Pos. | Corridore       | Squadra       | Tempo    |
| ---- | --------------- | ------------- | -------- |
| 1    | Rafał Majka     | Tinkoff-Saxo  | 4h30'38" |
| 2    | Beñat Intxausti | Movistar Team | s.t.     |
| 3    | Jon Izagirre    | Movistar Team | s.t.     |

| Pos. | Corridore       | Squadra       | Tempo     |
| ---- | --------------- | ------------- | --------- |
| 1    | Petr Vakoč      | Omega Pharma  | 25h05'28" |
| 2    | Rafał Majka     | Tinkoff-Saxo  | a 1"      |
| 3    | Beñat Intxausti | Movistar Team | a 5"      |

### 6ª tappa
- 8 agosto: Bukowina Terma Hotel Spa > Bukowina Tatrzańska  – 174 km

Risultati
| Pos. | Corridore       | Squadra       | Tempo    |
| ---- | --------------- | ------------- | -------- |
| 1    | Rafał Majka     | Tinkoff-Saxo  | 4h30'38" |
| 2    | Beñat Intxausti | Movistar Team | a 10"    |
| 3    | Jon Izagirre    | Movistar Team | a 10"    |

| Pos. | Corridore       | Squadra       | Tempo     |
| ---- | --------------- | ------------- | --------- |
| 1    | Rafał Majka     | Tinkoff-Saxo  | 29h46'17" |
| 2    | Beñat Intxausti | Movistar Team | a 18"     |
| 3    | Jon Izagirre    | Movistar Team | a 22"     |

### 7ª tappa
- 9 agosto: Cracovia > Cracovia  – 25 km

Risultati
| Pos. | Corridore          | Squadra       | Tempo  |
| ---- | ------------------ | ------------- | ------ |
| 1    | Kristof Vandewalle | Trek Factory  | 29'18" |
| 2    | Adriano Malori     | Movistar Team | a 3"   |
| 3    | Stephen Cummings   | BMC Racing    | a 10"  |

| Pos. | Corridore       | Squadra       | Tempo     |
| ---- | --------------- | ------------- | --------- |
| 1    | Rafał Majka     | Tinkoff-Saxo  | 30h16'18" |
| 2    | Jon Izagirre    | Movistar Team | a 8"      |
| 3    | Beñat Intxausti | Movistar Team | a 22"     |

## Evoluzione delle classifiche
| Tappa              | Vincitore           | Classifica generale | Classifica a punti | Classifica scalatori | Classifica sprint | Classifica a squadre   |
| ------------------ | ------------------- | ------------------- | ------------------ | -------------------- | ----------------- | ---------------------- |
| 1ª                 | Jaŭhen Hutarovič    | Jaŭhen Hutarovič    | Jaŭhen Hutarovič   | Maciej Paterski      | Jimmy Engoulvent  | Omega Pharma-Quickstep |
| 2ª                 | Petr Vakoč          | Petr Vakoč          | Jaŭhen Hutarovič   | Maciej Paterski      | Petr Vakoč        | Omega Pharma-Quickstep |
| 3ª                 | Theo Bos            | Petr Vakoč          | Jaŭhen Hutarovič   | Maciej Paterski      | Petr Vakoč        | Omega Pharma-Quickstep |
| 4ª                 | Jonas Van Genechten | Petr Vakoč          | Jaŭhen Hutarovič   | Mateusz Taciak       | Matthias Krizek   | Omega Pharma-Quickstep |
| 5ª                 | Rafał Majka         | Petr Vakoč          | Jaŭhen Hutarovič   | Maciej Paterski      | Matthias Krizek   | Omega Pharma-Quickstep |
| 6ª                 | Rafał Majka         | Rafał Majka         | Jaŭhen Hutarovič   | Maciej Paterski      | Matthias Krizek   | Movistar Team          |
| 7ª                 | Kristof Vandewalle  | Rafał Majka         | Jaŭhen Hutarovič   | Maciej Paterski      | Matthias Krizek   | Movistar Team          |
| Classifiche finali | Classifiche finali  | Rafał Majka         | Jaŭhen Hutarovič   | Maciej Paterski      | Matthias Krizek   | Movistar Team          |

## Classifiche finali

### Classifica generale
| Pos. | Corridore          | Squadra       | Tempo     |
| ---- | ------------------ | ------------- | --------- |
| 1    | Rafał Majka        | Tinkoff-Saxo  | 30h16'18" |
| 2    | Jon Izagirre       | Movistar Team | a 8"      |
| 3    | Beñat Intxausti    | Movistar Team | a 22"     |
| 4    | Christophe Riblon  | AG2R La Mond. | a 34"     |
| 5    | Przemysław Niemiec | Lampre-Merida | a 1'20"   |
| 6    | Andrey Amador      | Movistar Team | a 1'21"   |
| 7    | Philip Deignan     | Team Sky      | a 1'24"   |
| 8    | Robert Gesink      | Belkin        | a 1'41"   |
| 9    | Dominik Nerz       | BMC Racing    | a 1'42"   |
| 10   | Petr Vakoč         | Omega Pharma  | a 1'49"   |

### Classifica a punti
| Pos. | Corridore        | Squadra       | Tempo |
| ---- | ---------------- | ------------- | ----- |
| 1    | Jaŭhen Hutarovič | AG2R La Mond. | 66    |
| 2    | Michael Matthews | Orica         | 58    |
| 3    | Jon Izagirre     | Movistar Team | 50    |
| 4    | Rafał Majka      | Tinkoff-Saxo  | 48    |
| 5    | Beñat Intxausti  | Movistar Team | 44    |

### Classifica sprint
| Pos. | Corridore       | Squadra      | Punti |
| ---- | --------------- | ------------ | ----- |
| 1    | Matthias Krizek | Cannondale   | 11    |
| 2    | Petr Vakoč      | Omega Pharma | 6     |
| 3    | Paweł Bernaś    | Polonia      | 6     |
| 4    | Mateusz Taciak  | CCC Polsat   | 6     |
| 5    | Maciej Paterski | CCC Polsat   | 5     |

### Classifica scalatori
| Pos. | Corridore            | Squadra       | Punti |
| ---- | -------------------- | ------------- | ----- |
| 1    | Maciej Paterski      | CCC Polsat    | 81    |
| 2    | Sergej Lagutin       | RusVelo       | 24    |
| 3    | Lars Petter Nordhaug | Belkin        | 20    |
| 4    | Warren Barguil       | Giant-Shimano | 19    |
| 5    | Alexis Vuillermoz    | AG2R La Mond. | 18    |

### Classifica a squadre
| Pos. | Squadra                | Tempo     |
| ---- | ---------------------- | --------- |
| 1    | Movistar Team          | 90h49'47" |
| 2    | Omega Pharma-Quickstep | a 3'56"   |
| 3    | BMC Racing Team        | a 5'46"   |
| 4    | AG2R La Mondiale       | a 8'07"   |
| 5    | Cannondale Pro Cycling | a 11'22"  |